# Costa a Costa
Costa a Costa é um grupo brasileiro de rap e hip hop formado em 2005 em Fortaleza, Ceará. Em 2007, lançou a mixtape Dinheiro, Sexo, Drogas e Violência de Costa a Costa, pelo selo independente DuNego, criado pelos integrantes. O trabalho vendeu milhares de cópias caseiras, recebeu reconhecimento da mídia e da crítica e influenciou uma nova geração de rappers no país.

## História
O Costa a Costa foi formado em 2005 por Don L e Nego Gallo. Eles se encontraram pela primeira vez quando os grupos de rap que originalmente integravam — Plano B e Brigada de Rua — começaram a trocar participações em shows e sessões de gravação. Em seguida, Berg Mendes e DJ Flip Jay vieram a se somar ao Costa a Costa. Suas produções tratavam de problemas e soluções para a vida no gueto e, além do rap e do R&B, traziam sonoridades como funk, samba, carimbó e outros gêneros musicais afro-latinos, como mambo e reggaeton. O grupo usava samples e música incidental de Bezerra da Silva, Tim Maia, Pinduca, James Brown, Perez Prado, entre outros.
Único trabalho do grupo, a mixtape Dinheiro, Sexo, Drogas e Violência de Costa a Costa foi lançada em 2007 e reuniu 23 faixas, em 79 minutos e 57 segundos de música. Ela teve 8 mil cópias distribuídas em todo o Brasil e cerca de 25 mil downloads. Por este feito, a banda foi indicada ao Prêmio Hutúz e venceu na categoria Norte-Nordeste. O Costa a Costa ficou mais conhecido na mídia quando participou do programa Central da Periferia, apresentado por Regina Casé na TV Globo. Para coroar, o grupo foi novamente indicado ao Hutúz e venceu a categoria "Melhores grupos/artistas do Norte-Nordeste da década", junto com Rapadura e Comunidade da Rima..
A mixtape foi imediatamente comentada por Hermano Vianna, autor do livro "O mundo funk carioca" (Zahar, 1988). Para o antropólogo e intelectual do mundo da música popular brasileira, Dinheiro, Sexo, Drogas e Violência de Costa a Costa tratava-se de "uma das mais criativas da atual safra musical brasileira, em qualquer estilo. E é também uma injeção de energia/ousadia na sonoridade do hip hop nacional. A mixtape não segue nenhuma regra, não copia Dr. Dre ou Timbaland, não tenta soar como um CD qualquer da família Wu-Tang. Fazia falta ouvir algo assim - tão surpreendente - por aqui. Não somente aqui: lá também". Em sua resenha, Vianna também refere-se à mixtape como um contundente documento sobre a realidade brasileira contemporânea, "um Sobrevivendo no Inferno traduzido para o Século XXI".
A música do Costa a Costa também foi uma resposta a uma espécie de derrotismo que os rappers do grupo sentiam que tomava o rap nacional naquele momento. Por meio da mixtape, eles propuseram uma reação que incluía desde mixar ritmos dançantes até quebrar um certo tabu na cena sobre artistas poderem ser financeiramente bem sucedidos, como pode ser observado nas rimas da faixa "Intro – No Melhor Lugar".
Ao cantar que "Fazer rap é igual em qualquer lugar (...) Fortaleza é igual a qualquer lugar", os rappers do Costa a Costa também acabaram contribuindo para iniciar um longo ciclo durante o qual o centro de gravidade do rap nacional sofreu uma inflexão do eixo São Paulo-Rio em direção ao Nordeste. Um dos nomes emergentes da chamada nova geração, o rapper pernambucano Diomedes Chinaski escutou a mixtape quando era adolescente e chegou a afirmar que o Costa a Costa exerceu uma influência mais importante sobre a juventude da periferia do Recife do que outros grupos do rap nacional na época. Isso se deveu, principalmente, ao sotaque próprio que os cearenses assumiam e às suas rimas, que não eram "só sermão". Além disso, o Costa a Costa veio com um modo diferente de se vestir, adotando roupas coloridas, bandanas e óculos escuros.
Após o Costa a Costa encerrar atividades, Don L seguiu em carreira solo e radicou-se em São Paulo, onde lançou a mixtape Caro Vapor/Vida e Veneno de Don L (2013) e Roteiro Pra Aïnouz, Vol. 3 (2017). Nego Gallo lançou a mixtape Veterano (mixtape) em janeiro de 2019. Flip Jay segue como DJ profissional e militante do movimento hip hop, apresentando-se em eventos culturais em Fortaleza e São Paulo.

## Discografia
- Aonde Fortaleza Neva (2005/2007)
- Dinheiro, Sexo, Drogas e Violência de Costa a Costa (2007)

## Prêmios

### Prêmio Hutúz
| Ano  | Categoria                                |
| ---- | ---------------------------------------- |
| 2006 | Melhor Grupo Norte-Nordeste              |
| 2009 | Melhores Grupos Norte Nordeste da década |